# Samaki Walker
Samaki Ijuma Walker (Columbus, Ohio; 25 de febrero de 1976) es un exjugador de baloncesto estadounidense que disputó 10 temporadas en la NBA, y que ganó un anillo de campeón con Los Angeles Lakers. Con 2,06 metros de estatura, jugaba en la posición de ala-pívot.

## Carrera

### Universidad
Samaki pasó dos temporadas en la Universidad de Louisville donde tuvo buenos promedios. Debutó con los Cardinals en la temporada 1994-95 con 13,7 puntos y 7,2 rebotes. Como sophomore mejoró sus números con 15,1 puntos y 7,5 rebotes. Tras dos años, decidió presentarse al draft de la NBA. Ese año fue elegido en el segundo mejor quinteto de la NCAA.

### NBA
Fue elegido por Dallas Mavericks en el puesto 9 de 1.ª ronda del draft de 1996. En la noche del draft fue noticia por presentarse con una fedora.
Debutó en la temporada 1996-97 con Dallas, promediando 5 puntos y 3.4 rebotes. En su año sophomore cuajó una de sus mejores temporada en la NBA, con 8.9 puntos y 7.4 rebotes. Estuvo otra temporada con los Mavs antes de ser fichado como agente libre por San Antonio Spurs. Estuvo dos temporadas (desde 1999 a 2001) en las que promedió 5.2 puntos y 3.9 rebotes.
Para la temporada 2001-02 Walker fichó por Los Angeles Lakers como agente libre, y logró su único anillo, además de ser parte importante en la liga regular con 6.7 puntos y 7 rebotes. Estaría otra temporada en Lakers antes de marchar a Miami Heat en 2004, a Washington Wizards en 2005 y a Indiana Pacers en 2006, siempre llegando como agente libre y sin aportar grandes cosas.
En el verano de 2006 participó en la liga de verano de Las Vegas con Toronto Raptors, pero no se quedó en el equipo. En septiembre de 2007 fichó como agente libre por Milwaukee Bucks.

### Extranjero
En enero de 2006, disputó cuatro encuentros con el UNICS Kazan de la Russian Professional Basketball League.
En 2007 se marchó a Siria a las filas del Al-Jalaa Aleppo. Ganó el campeonato en 2008.
En 2009, firma con los Shandong Lions de la CBA china.
Luego en octubre de 2009 jugó también en Corea con los Seoul SK Knights de la Korean Basketball League. Siendo liberado en enero de 2010, tras promediar 14,1 puntos y 8,1 rebotes por partido.
En octubre de 2010, firma de nuevo con Al-Jalaa Aleppo, ganando su segundo campeonato esa temporada, y retirándose poco después.